# Regionalni dnevnik
Regionalni dnevnik je regionalna informativna emisija koja se na HTV 1 emitira od ponedjeljka do subote od 16:50 do 17:15. U emisiji se prikazuju reportaže iz HRT-ovih regionalnih centara. Reportaže govore o lokalnim problemima te drugim zanimljivim događajima i manifestacijama. Regionalni dnevnik, za razliku od ostalih informativnih emisija, trudi se izostaviti visoku politiku te se pokušava usredotočiti na razvoj i probleme gradova i mjesta.

## Voditeljica projekta
Ana Jelinić.

## Voditelji i urednici
Ivana Debeljak, Matea Mikić i Lucija Judnić.

## Urednici
Danijela Novak, Ana Zadro i Josip Gavranović.

## Vanjske poveznice
- Hrvatska radiotelevizija – službene stranice